# Serapias garganica
Serapias garganica är en orkidéart som beskrevs av Helmut Baumann och Siegfried Künkele. Serapias garganica ingår i släktet Serapias och familjen orkidéer.
Artens utbredningsområde är Italien. Inga underarter finns listade i Catalogue of Life.